# Day of Fire
Day of Fire — христианская рок-группа из штата Теннесси, образована в 2004 году. Выпустила 3 студийных альбома, последний из которых, «Losing All», вышел в январе 2010 года. Участники утверждают, что на их творчество повлияли Stone Temple Pilots, Soundgarden, AC/DC, Led Zeppelin, The Beatles и Booker T and the MG's.

## История
Вокалист Джош Браун до основания Day of Fire играл в группе Full Devil Jacket, которая, несмотря на короткую карьеру, имела значительный успех. Она выпустила 1 студийный и 1 EP альбомы, успев так же сыграть в турне с группами Nickelback и Creed. В 2000 году, во время участия в Full Devil Jacket, Джош чуть не погиб от передозировки героина, после чего он обратился в христианство, пройдя реабилитационную программу. Во время записи 2 альбома группы Джош решил покинуть музыкальную индустрию. Несколько лет спустя, он решил вернуться и основал группу Day of Fire.
Дебютный альбом вышел в 2004 году и содержал такие хиты как «Cornerstone» и «Detainer». Продюсером альбома стал Скотт Хамфри, успевший поработать с Metallica и Rob Zombie. Пластинка выиграла номинацию «рок-альбом года» на «Dove Award», кроме того, была номинирована категории «лучший госпел-рок» на Grammy Award.
Следующий альбом, имеющий название Cut & Move, был выпущен 6 июня 2006 года. Хитами стали песни «Love», «Hole In My Hand», «Frustrating» и «Run», последняя из которых стала главной темой чемпионата по реслингу «WWE Unforgiven 2006».
В конце 2006 группа поддержала Pillar с их «Days of the Reckoning Tour» вместе с группами The Showdown и Decyfer Down.
В начале 2007 года Day of Fire подписала контракт с Essential Records, на котором в 2008 приступила к записи следующего альбома.
На протяжении 2008 и 2009 гг. Day of Fire играли в турне с Daughtry и так же написала несколько песен в соавторстве с Крисом Дотри (Chris Daughtry), которые вошли в третий альбом группы.
26 января 2010 года Day of Fire выпустили свой третий студийный альбом, названный «Losing All»

## Состав

### Современный
- Josh Brown — вокал
- Joe Pangallo — электрогитара
- Chris Pangallo — бас-гитара
- Zach Simms — ударные

### Бывшие участники
- Gregg Hionis — электрогитара

## Дискография

### Студийные альбомы
| Год  | Альбом         |
| ---- | -------------- |
| 2004 | «Day of Fire»  |
| 2006 | «Cut and Move» |
| 2010 | «Losing All»   |

### Синглы
| Год  | Название       | Позиции    | Позиции        | Позиции            | Альбом      |
| Год  | Название       | US Hot 100 | US Modern Rock | US Mainstream Rock | Альбом      |
| ---- | -------------- | ---------- | -------------- | ------------------ | ----------- |
| 2005 | «Fade Away»    | -          | -              | 27                 | Day of Fire |
| 2006 | «Cut and Move» | -          | -              | -                  | Cut & Move  |
| 2009 | «Lately»       | -          | -              | 33                 | Losing All  |